# Bolchoï On
Le Bolchoï On (en russe : Большой Он) est une rivière de Russie qui coule en république de Khakassie, dans le sud de la Sibérie centrale. C'est un affluent de l'Ona en rive droite, donc un sous-affluent de l'Ienisseï par l'Ona puis par l'Abakan.

## Géographie
Le bassin versant du Bolchoï On a une superficie de 1 000 km2 (surface de taille comparable à celle du département français du Val-d'Oise en France, ou encore à celle de la province de Brabant wallon en Belgique). Son débit moyen à l'embouchure est de 16,3 m3/s.
Le Bolchoï On prend sa source dans le sud de la république de Khakassie, dans la partie centrale des monts Saïan occidentaux. La rivière coule globalement depuis le sud vers le nord. Elle se jette dans l'Ona en rive droite au niveau de la petite localité de Bolchoï On. Le cours du Bolchoï On est longé presque de bout en bout par la route A-161, qui relie Abaza au nord, et la république autonome du Touva au sud (vallées de l'Ak-Soug, puis du Khemtchik). 
La rivière est généralement prise dans les glaces depuis le début du mois de novembre, jusqu'à la fin du mois d'avril.

## Hydrométrie - Les débits à Bolchoï On
Le débit du Bolchoï On a été observé pendant 28 ans (période allant de 1963 à 1993) à Bolchoï On, petite localité située à 1 kilomètre de son point de confluence avec l'Ona, à 787 mètres d'altitude. 
Le débit inter annuel moyen ou module observé à Bolchoï On durant cette période était de 16,3 m3/s pour une surface drainée de 1 000 km2, soit la totalité du bassin versant de la rivière. La lame d'eau écoulée dans ce bassin versant se monte ainsi à 495 millimètres par an, ce qui est très élevé, et résulte de l'abondance des précipitations arrosant les montagnes de son bassin (Monts Saïan). 
Rivière alimentée avant tout par la fonte des neiges et des glaces, mais aussi par les pluies d'été, le Bolchoï On est un cours d'eau de régime nivo-glaciaire. 
Les hautes eaux se déroulent au printemps et en été, de mai à août, ce qui correspond au dégel et à la fonte des neiges et des glaces des hauts sommets des Saïan. En automne, de septembre à novembre, le débit chute puis s'effondre. Novembre constitue le début de la période des basses eaux. Celle-ci a lieu jusqu'avril inclus, et correspond aux gelées intenses qui s'abattent sur toute la Sibérie, et qui sont particulièrement dures dans ces régions montagneuses. 
Le débit moyen mensuel observé en mars (minimum d'étiage) est de 2,69 m3/s, soit environ 6,5 % du débit moyen du mois de juin, maximum de l'année (39,0 m3/s), ce qui souligne l'amplitude relativement modérée - pour la Sibérie - des variations saisonnières.
Sur la durée d'observation de 28 ans, le débit mensuel minimal a été de 1,12 m3/s en mars 1971, tandis que le débit mensuel maximal s'élevait à 83,4 m3/s en juin 1966.
En ce qui concerne la période estivale, libre de glaces (de mai à septembre inclus), le débit mensuel minimal observé a été de 10,1 m3/s en septembre 1966, ce qui restait fort appréciable, voire abondant,  par rapport au débit moyen. 